# Álexander Escobar
Álexander Escobar (Metapán, 4 aprile 1984) è un calciatore salvadoregno, difensore dell'Alianza.

## Carriera

### Club
Ha sempre giocato in squadre della propria Nazione.

### Nazionale
Ha debuttato in Nazionale nel 2001.